# Czechoslovakian International 1982
Die Czechoslovakian International 1982 im Badminton fanden vom 1. bis zum 3. Oktober 1982 in Prag statt.

## Austragungsort
- Sporthalle TJ Spoje Praha

## Finalergebnisse
| Disziplin    | Sieger                               | Finalist                          | Ergebnis            |
| ------------ | ------------------------------------ | --------------------------------- | ------------------- |
| Herreneinzel | Steve Butler                         | Anatoliy Skripko                  | 15-11, 15-10        |
| Dameneinzel  | Catharine Troke                      | Monika Cassens                    | 4-11, 12-9, 12-10   |
| Herrendoppel | Steve Butler Nigel Tier              | Anatoliy Skripko Evgeniy Dayanov  | 15-2, 15-3          |
| Damendoppel  | Svetlana Belyasova Petra Michalowsky | Monika Cassens Angela Michalowski | 15-11, 16-17, 15-11 |
| Mixed        | Anatoliy Skripko Svetlana Belyasova  | Edgar Michalowski Monika Cassens  | 15-7, 15-11         |